# Street law
Street law, prawo na co dzień - sposób nauczania prawa polegający na nauce działania prawa w praktyce w sposób interaktywny. Programy street law obejmują kwestie związane z prawami człowieka, konsumenta, podstawami prawa cywilnego, karnego i demokracji.
Idea street law pojawiła się w 1972, gdy grupa studentów Georgetown University w Waszyngtonie wraz ze swym profesorem postanowiła nauczać poza uczelnią podstaw prawa uczniów szkół średnich, zamieszkujących ubogie dzielnice miasta, a także osoby osadzone w placówkach penitencjarnych.
Do Polski program street law wprowadziła dr Monika Płatek z Uniwersytetu Warszawskiego, która przebywała w Stanach Zjednoczonych w 1992. Po powrocie do kraju doprowadziła do utworzenia Polskiego Stowarzyszenia Edukacji Prawnej, dzięki któremu rozpoczęto program w Polsce.